# 马克西米利安·谢尔

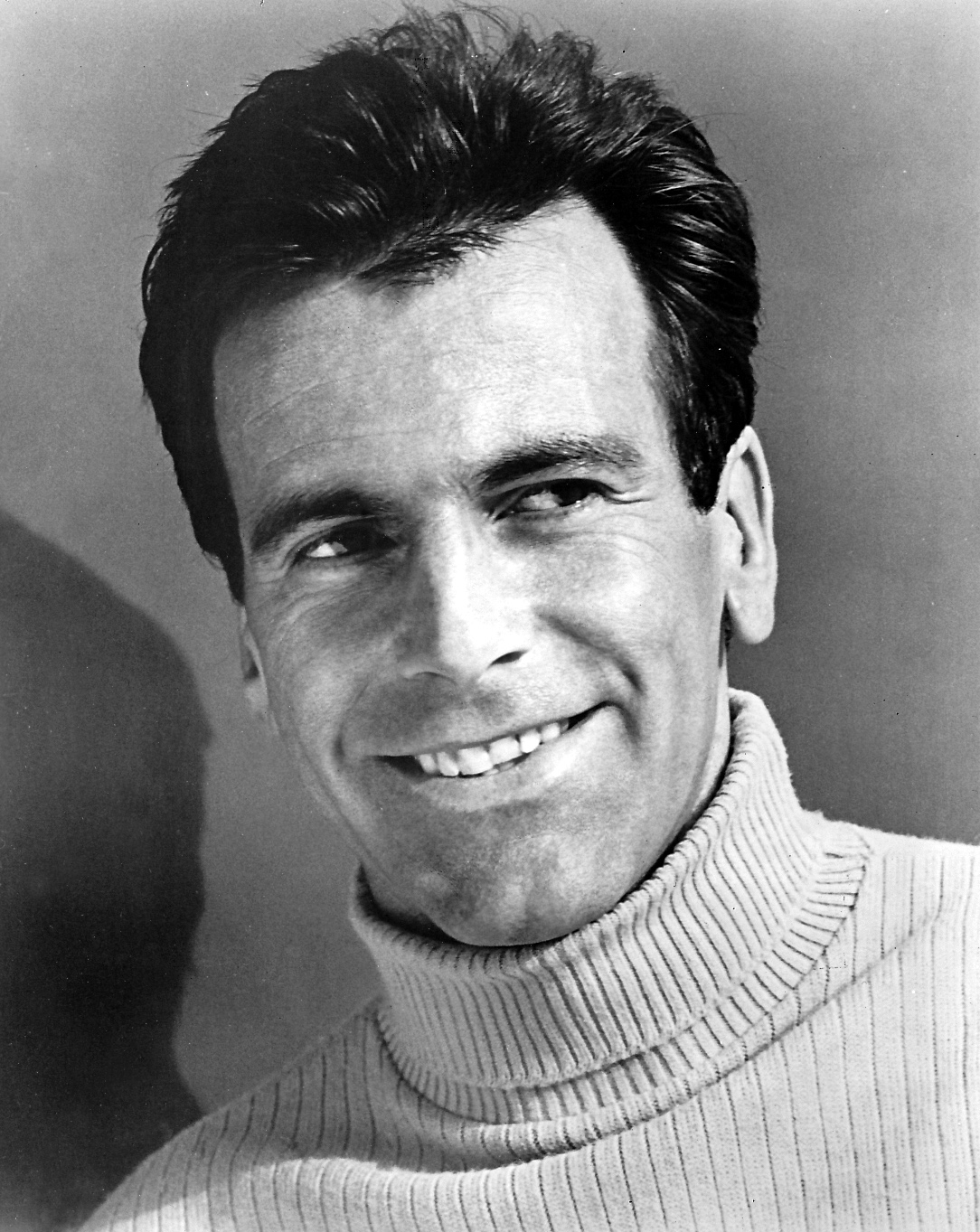
1970年

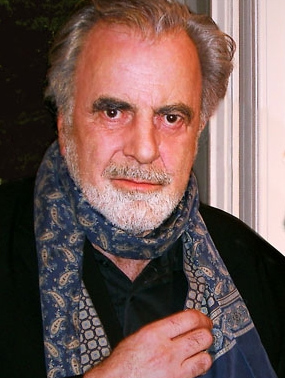
2006年

马克西米利安·谢尔（Maximilian Schell，1930年12月8日—2014年2月1日），奧地利、瑞士籍電影演員、導演、編劇和監製，因演出1961年電影《纽伦堡的审判》而獲得當屆奧斯卡最佳男主角獎。2014年2月1日，马克西米利安·谢尔的經紀人鮑姆包爾宣布，麥斯米倫因嚴重病倒已在奧地利西部因斯布魯克市（Innsbruck）的1家醫院病逝辭世，享壽83歲。

## 外部連結
- 马克西米利安·谢尔在互联网电影资料库（IMDb）上的資料（英文）